# 五間岩ゆか
五間岩 ゆか（ごけんいわ ゆか、五間岩 伽抽〈ごけんいわ かゆ〉）は、日本の実業家、株式会社IndigoMagicOrchestra代表取締役。元株式会社ホリプロマネージメント第二事業部プロダクション二部所属のグループリーダー。東京都出身。

## 略歴
東京工芸大学短期大学部・画像技術科グラフィックデザインコース卒業後、TBSラジオの情報キャスターとして、毒蝮三太夫のミュージックプレゼントやサンデーニュース&スポーツのレギュラーに加え、第74回全国高等学校野球選手権大会(1992年8月16日には松井秀喜5打席連続敬遠後のインタビュー等)や、大相撲初場所千秋楽後の貴花田優勝パレード(1992年1月26日に史上最年少優勝・若貴ブーム)の中継リポート等、多くの番組を担当。
その後、ベトナムへ留学し、東遊日本語学校(ホーチミン市)の日本語教師を経て、マブチモーターベトナム(ビエンホア市)の幹部候補クラス専属日本語教師として教職に従事する。また、ベトナム国内を南から北まで愛車のホンダスーパーカブや公共交通機関を使用しながら、戦争やハンセン病、文化、自然遺産について学ぶ。帰国後、立命館大学政策科学部の3年次に編入。2001年には、卒業論文「ベトナムの文化及び自然遺産データベースの作成」が政策科学部長最優秀賞を受賞し、立命館大学政策科学部政策科学科を卒業。
2001年、株式会社ホリプロに入社し、チーフマネージャーとして活躍。入社後3年で、ユンソナと平山あやをブレイクさせ、グループリーダーとなる。ユンソナを担当し韓流の礎を築いたほか、HANSKIN「BBクリーム」ブームに一役買う。ちなみにユンソナからは「ごけちゃん」、平山からは「ごけさん」と呼ばれている。役者とバラエティ業を両立するタレントを中心に多く担当し、お茶の間の人気者に導く。
2009年、同社創立50年事業のオーディション企画『キャンパスター☆H50 with メンズノンノ』の実行委員長を務めた。
2019年3月、株式会社ホリプロを退社。2020年6月、株式会社IndigoMagicOrchestraを設立し代表取締役に就任。グラビアアイドルの篠崎愛は立ち上げメンバーである。

## 著書
- 『きらいきらい大好き』（2009年8月、幻冬舎 ISBN 9784344017207）ユンソナとの共著